# روز توماس
روز توماس (بالفرنسية: Rose Thomas)‏ هي لاعبة سباعيات رغبي ‏ فرنسية، ولدت في 29 نوفمبر 1988 في Feurs ‏ في فرنسا.

## وصلات خارجية
- روز توماس على موقع اللجنة الأولمبية الدولية (الإنجليزية)
- روز توماس على موقع أوليمبيديا (الإنجليزية)
- روز توماس على موقع اللجنة الأولمبية الفرنسية (مؤرشف) (الفرنسية)